# Ludwigstraße 13 (Bad Kissingen)

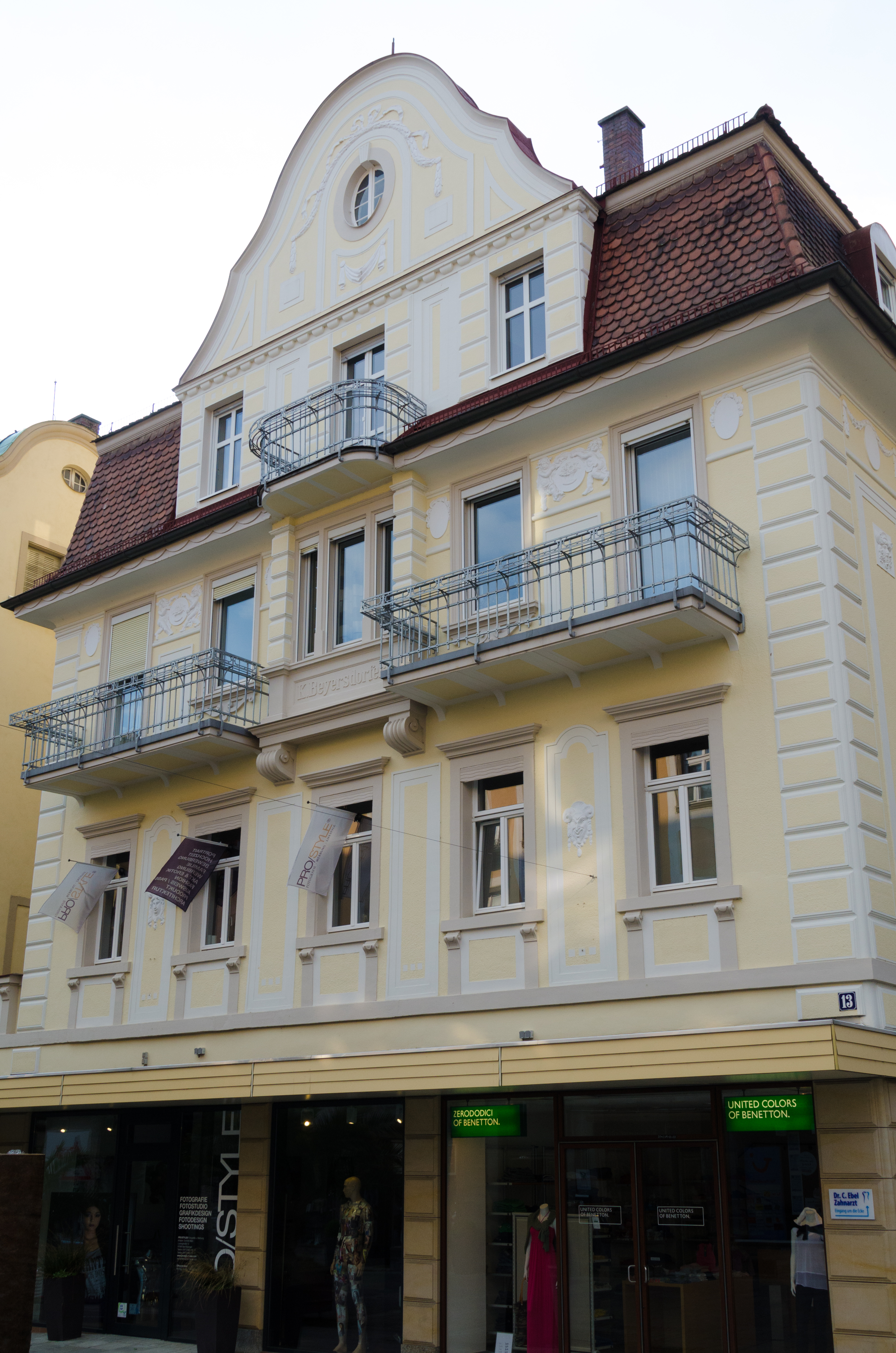
Ludwigstraße 13 in Bad Kissingen.

Das Anwesen Ludwigstraße 13 in der Ludwigstraße in Bad Kissingen, der Großen Kreisstadt des unterfränkischen Landkreises Bad Kissingen, gehört zu den Bad Kissinger Baudenkmälern und ist unter der Nummer D-6-72-114-44 in der Bayerischen Denkmalliste registriert.

## Geschichte
Das dreigeschossige Mansarddachhaus wurde im Jahr 1913 von Georg Schneider im barockisierenden Jugendstil errichtet. Der Jugendstil äußert sich im breiten Zwerchgiebel und dem Mansarddach; daneben weist das Anwesen in den Details des Fassadenstucks historistische Einzelformen auf.
Das Anwesen beherbergt heute Wohnungen und Geschäfte.